# Point chaud de Bowie
Le point chaud de Bowie ou point chaud de Pratt-Welker, est un point chaud volcanique, situé à 180 kilomètres à l'ouest des îles Haïda Gwaïi dans l'océan Pacifique, au large du Canada. Il est à l'origine de la chaîne de monts sous-marins Kodiak-Bowie, et tient son nom du volcan sous-marin Bowie qui est le plus jeune de la chaîne.
Presque tous les magmas créé par le point chaud de Bowie sont de composition basaltique, cette roche ignée étant donc le principal constituant des édifices volcaniques de la chaîne. Les éruptions du point chaud de Bowie sont des éruptions effusives car le magma basaltique est relativement fluide par rapport aux magmas généralement impliqués dans des éruptions plus explosives, comme les magmas andésitiques qui produisent certaines des éruptions spectaculaires et dangereuses autour des marges de l'océan Pacifique.
Des études scientifiques estiment que le point chaud de Bowie fait 100 à 150 km de large et repose sur un panache mantellique dont l'origine est relativement profonde. Il est également considérablement faible.
Les éruptions liées au point chaud de Bowie ont laissé une chaîne rectiligne de monts sous-marins à travers l'océan Pacifique Nord, appelée la chaîne Kodiak-Bowie. Le volcan le plus ancien de la chaîne est le mont Kodiak avec un âge estimé de 24 millions d'années, et le plus jeune est le mont Bowie, qui est soit éteint soit endormi.
Des études géologiques montrent que la base du mont Bowie s'est formée il y a moins d'un million d'années. Le sommet du mont sous-marin est encore plus jeune et montre des signes d'activité il y a à peine 18 000 ans. En raison de sa faible profondeur, certains géologues pensent que le mont Bowie était une île volcanique active tout au long de la dernière période glaciaire, au cours de laquelle le niveau de l'océan était beaucoup plus bas.